# Shanghai Port
Shanghai Port Football Club (chiń. 上海海港足球俱乐部; pinyin Shànghǎi Hǎigǎng Zǔqiū Jūlèbù) – chiński klub piłkarski, grający w Chinese Super League, mający siedzibę w mieście Szanghaj.

## Historia nazw
- 2005–2014: Shanghai Dongya Football Club
- 2015–2020: Shanghai International Port Group Football Club
- 2021–: Shanghai Port Football Club

## Stadion
Domowe mecze klub rozgrywa na stadionie o nazwie SAIC Motor Pudong Arena w Szanghaju, który może pomieścić 33 765 widzów.

## Sukcesy
- Chinese Super League

mistrzostwo (3): 2018, 2023, 2024
wicemistrzostwo (2): 2015, 2017
- China League One

mistrzostwo (1): 2012

- - Azjatycka Liga Mistrzów w piłce nożne półfinał (1): 2017
  - China League Two

mistrzostwo (1): 2007

## Historia występów w pierwszej lidze
| Sezon | Pozycja | M  | Pkt. | Z  | R  | P  | GZ | GS |
| ----- | ------- | -- | ---- | -- | -- | -- | -- | -- |
| 2013  | 9.      | 30 | 37   | 10 | 7  | 13 | 38 | 35 |
| 2014  | 5.      | 30 | 48   | 12 | 2  | 6  | 47 | 39 |
| 2015  | 2.      | 30 | 65   | 19 | 8  | 3  | 63 | 35 |
| 2016  | 3.      | 30 | 52   | 14 | 10 | 6  | 32 | 24 |
| 2017  | 2.      | 30 | 55   | 17 | 7  | 6  | 72 | 39 |

## Reprezentanci kraju grający w klubie
Stan na maj 2016.
| - Cai Huikang - Jiang Zhipeng - Shi Ke - Sun Xiang - Wu Lei - Yan Junling - Yu Hai - Zhang Linpeng - Bernie Ibini-Isei | - Romuald Boco - Jusuf Dajić - Chris Dickson - Asamoah Gyan - Fabrice Noël - Kim Ju-young - Nikoła Karczew - Tobias Hysén |

## Skład na sezon 2016
| Nr | Poz. | Piłkarz             |
| -- | ---- | ------------------- |
| 1  | BR   | Yan Junling         |
| 2  | OB   | Zhang Wei           |
| 3  | NA   | Asamoah Gyan        |
| 4  | OB   | Wang Shenchao       |
| 5  | PO   | Wang Jiajie         |
| 6  | PO   | Cai Huikang         |
| 7  | NA   | Wu Lei              |
| 9  | NA   | Elkeson             |
| 10 | PO   | Darío Conca         |
| 11 | NA   | Lü Wenjun           |
| 12 | NA   | Li Haowen           |
| 13 | NA   | Zhu Zhengrong       |
| 14 | OB   | Kim Ju-young        |
| 15 | NA   | Lin Chuangyi        |
| 17 | NA   | Jean Evrard Kouassi |

| Nr | Poz. | Piłkarz             |
| -- | ---- | ------------------- |
| 18 | PO   | Zhang Yi            |
| 19 | OB   | Yang Shiyuan        |
| 20 | PO   | Wang Jiayu          |
| 21 | NA   | Yu Hai              |
| 22 | BR   | Sun Le              |
| 23 | OB   | Fu Huan             |
| 25 | PO   | Zhu Zhengyu         |
| 26 | NA   | Hu Jinghang         |
| 27 | OB   | Shi Ke              |
| 28 | OB   | He Guan             |
| 29 | PO   | Zheng Zhiyun        |
| 31 | PO   | Sun Jungang         |
| 32 | OB   | Sun Xiang (kapitan) |
| 33 | OB   | Yang Boyu           |
| 35 | BR   | Shi Xiaodong        |
| 10 | NA   | Hulk                |
| 8  | PO   | Oscar               |

## Trenerzy klubu
Stan na maj 2016.
| - Claude Lowitz (2006) - Jiang Bingyao (2007–2009) - Fan Zhiyi (2010) - Jiang Bingyao (31 stycznia 2011 – 20 grudnia 2012) | - Gao Hongbo (27 lutego 2013 – 7 listopada 2013) - Xi Zhikang (4 grudnia 2013 – 17 listopada 2014) - Sven-Göran Eriksson (18 listopada 2014 – 3 listopada 2016) - André Villas-Boas (4 listopada 2016 - 30 listopada 2017) - Vítor Pereira (12 grudnia 2017-) |